# Johann Hermann Schein
Pour les articles homonymes, voir Schein.
Johann Hermann Schein est un compositeur et poète allemand né le 20 juin 1586 à Grünhain, aujourd'hui Grünhain-Beierfeld en Saxe, et décédé le 19 novembre 1630 à Leipzig.

## Biographie
À la mort de son père, il rejoint Dresde et son chœur. Il y reçoit une éducation musicale. Entre 1603 et 1607, il étudie à l’École régionale de Pforta, puis entre 1608 et 1612, à l'université de Leipzig. Il devient maître de chapelle à Weimar, puis Thomaskantor à la chapelle Saint-Thomas de Leipzig, poste qu'il occupe jusqu'à la fin de sa vie et qui sera occupé près d'un siècle plus tard par Jean-Sébastien Bach qui utilisa un de ses textes dans sa cantate BWV 10.
Il devient l'ami d'Heinrich Schütz, mais contrairement à ce dernier, il reste de santé fragile. Sa femme décède des suites des couches de son cinquième enfant (quatre de ces derniers mourront durant l'enfance). Lui-même meurt à l'âge de 44 ans des suites d'une tuberculose et de problèmes rénaux.

## Sa musique
Schein est le premier Allemand à s'inspirer des nouveautés de la musique baroque italienne (style concertant, monodie accompagnée, basse chiffrée alias basse continue) et à les utiliser dans un contexte luthérien. On note cependant que, contrairement à Schütz, le musicien est resté toute sa vie en Allemagne. Ses premières références sont probablement l'édition allemande des Cento concerti ecclesiastici de Lodovico Viadana.
Toujours contrairement à Schütz qui n'écrit que de la musique religieuse, Schein se consacre à parts égales à la musique séculière et à la musique d'église, la quasi-totalité restant vocale. Il est l'auteur des textes profanes. Durant sa vie, il alterne ainsi recueils de musique religieuse et de musique profane, parfois de circonstance, pour certaines festivités. L'inspiration madrigaliste italienne et sa profonde dévotion contraste particulièrement avec d'autres pièces, inspirées de chansons à boire. L'expressivité de certaines de ses œuvres rejoint le niveau de celles de Schütz. En exemple, on peut citer les motets de Fontaine d'Israël (1623) où le compositeur déclare tenter d'exprimer toute la puissance de la prosodie du texte allemand dans le style madrigal italien.
Il n'a écrit qu'un seul recueil de musique instrumentale, son Banchetto musicale datant de 1617. Celui-ci contient 20 suites et variations, et constitue l'un des plus anciens témoignages — et des plus réussis — de cette forme musicale. Les suites sont conçues comme de la musique d'accompagnement pour les dîners à la cour de Weissenfels et de Weimar, et devaient être exécutées sur un ensemble de violes. Elles sont constituées d'une série de danses : pavane, gaillarde, courante pour finir par une allemande.

## Principales œuvres

### Œuvres religieuses
- Cymbalum Sionium (1615)
- Opella nova, geistlicher Concerten (1618)
- Fontaine d'Israël (1623)
- Opella nova, ander Theil, geistlicher Concerten (1626)
- Cantional oder Gesangbuch Augspurgischer Confession (1627, 1645)

### Œuvres profanes
- Venus Kräntzlein (1609)
- Musica boscareccia (1621, 1626, 1628)
- Diletti pastorali, Hirten Lust (1624)
- Studenten-Schmauss (1626)

### Œuvres instrumentales
- Banchetto musicale (1617)

## Partitions gratuites
- Partitions libres de Johann Hermann Schein dans Choral Public Domain Library (ChoralWiki)

## Sources
- Theodore Baker et Nicolas Slonimsky (trad. de l'anglais par Marie-Stella Pâris, préf. Nicolas Slonimsky), Dictionnaire biographique des musiciens [« Baker's Biographical Dictionary of Musicians »], t. 3 : P-Z, Paris, Robert Laffont, coll. « Bouquins », 1995 (réimpr. 1905, 1919, 1940, 1958, 1978), 8e éd. (1re éd. 1900), 4 728 p. (ISBN 2-221-07778-4), p. 3 649
- (en) Manfred Bukofzer, Music in the Baroque Era.  New York, W.W. Norton & Co., 1947.   (ISBN 0-393-09745-5)
- (en) Article "Johann Hermann Schein," in The New Grove Dictionary of Music and Musicians, ed. Stanley Sadie.  20 vol.  London, Macmillan Publishers Ltd., 1980.   (ISBN 1-56159-174-2)